# 1911年のスポーツ

## できごと
- 7月6日 - 大日本体育協会創立[1]

## アイスホッケー
- スタンレー・カップ
3月：優勝：オタワ・セネターズ (NHA)、準優勝：ゴールト (OPHL)
3月：優勝：オタワ・セネターズ (NHA)、準優勝：ポートアーサー・ベアキャッツ (NOHA)

## 大相撲
優勝掲額者
- 春（2月4日初日）:西大関 太刀山峰右エ門（8勝1分1預）
- 夏（6月10日初日）:西横綱 太刀山峰右エ門（10戦全勝）

優勝旗手
- 春:東張出前頭 雲竜辰五郎（6勝2敗2分1預1休）
- 夏:西前頭筆頭 玉椿憲太郎（5勝3敗1分1預）

## ゴルフ

### 世界4大大会（男子）
- 全米オープン優勝者：ジョン・マクダーモット（アメリカ）
- 全英オープン優勝者：ハリー・バードン（ジャージー島）

## 自転車競技

### ロードレース
- 第3回ジロ・デ・イタリア
総合優勝：カルロ・ガレッティ（イタリア）
- 第9回ツール・ド・フランス
総合優勝：ギュスターブ・ガリグー（フランス）

## テニス

### グランドスラム
- 全豪選手権　男子単優勝：ノーマン・ブルックス（オーストラリア）
- 全仏選手権　男子単優勝：アンドレ・ゴベール（フランス）、女子単優勝：ジャンヌ・マシー（フランス）
- ウィンブルドン　男子単優勝：アンソニー・ワイルディング（ニュージーランド）、女子単優勝：ドロテア・ダグラス・チェンバース（イギリス）
- 全米選手権　男子単優勝：ウィリアム・ラーンド（アメリカ）、女子単優勝：ヘイゼル・ホッチキス（アメリカ）

## 野球

### アメリカ大リーグ
- ワールドシリーズ
フィラデルフィア・アスレチックス（ア・リーグ） （4勝2敗） ニューヨーク・ジャイアンツ（ナ・リーグ）

### 日本学生野球
- 早明戦開始（戸塚球場）。

## その他のスポーツ
- 11月18日・19日 - 日本初のオリンピック代表選考会「国際オリムピック大会選手予選会」を開催[2]
- 12月14日 - ノルウェーのロアール・アムンセン、初めて南極に到達

## 誕生
- 1月1日 - ハンク・グリーンバーグ（アメリカ、野球、+1986年）
- 1月26日 - 柴田勝治（岩手県、ボクシング、+1994年）
- 2月9日 - ビル・バウワーマン（アメリカ、体育学者、+1999年）
- 2月10日 - 宗道臣（岡山県、武術家、+1980年）
- 2月12日 - チャールズ・マティーセン（ノルウェー、スピードスケート、+1994年）
- 2月26日 - アルビナ・オシポウィッチ（アメリカ、水泳、+1964年）
- 5月14日 - マッチ・ラード（フィンランド、ノルディックスキー、+1978年）
- 6月4日 - 島岡吉郎（長野県、野球、+1989年）
- 6月22日 - マリー・ブラウン（オランダ、水泳、+1982年）
- 6月24日 - ファン・マヌエル・ファンジオ（アルゼンチン、レーシングドライバー、+1995年）
- 6月26日 - ベーブ・ディドリクソン（アメリカ、陸上競技、ゴルフ、+1956年）
- 7月28日 - ゲルハルト・シュテック（ドイツ、陸上競技、+1985年）
- 8月23日 - ビルゲル・ルート（ノルウェー、ノルディックスキー、+1998年）
- 8月23日 - エリザベス・ロビンソン（アメリカ、陸上競技、+1999年）
- 9月28日 - エルスワース・バインズ（アメリカ、テニス、+1994年）
- 10月11日 - ファン＝カルロス・サバラ（アルゼンチン、陸上競技、+1983年）
- 11月1日 - ウォルター・オルストン（アメリカ、野球、+1984年）
- 11月1日 - シドニー・ウッド（アメリカ、テニス、+2009年）
- 11月5日 - 入江稔夫（大阪府、水泳、+1974年）
- 11月21日 - 三原脩（香川県、野球、+1984年）
- 11月24日 - ジョー・メドウィック（アメリカ、野球、+1975年）
- 12月10日 - 河石達吾（広島県、水泳、+1945年）
- 12月21日 - ジョシュ・ギブソン（アメリカ、野球、+1947年）

## 死去
- 4月14日 - アディ・ジョス（アメリカ、野球、*1880年）
- 9月16日 - エドワード・ウィンパー（イギリス、登山家、*1840年）